# NGC 3374
NGC 3374 ist eine Balken-Spiralgalaxie vom Hubble-Typ SBc im Sternbild Großer Bär. Sie ist schätzungsweise 334 Millionen Lichtjahre von der Milchstraße entfernt.
Das Objekt wurde am 3. Februar 1788 von Wilhelm Herschel entdeckt.